# De Bouwing
De molen De Bouwing is een in 1848 gebouwde windmolen. De molen staat in Geldermalsen aan de Rijksstraatweg 33, in de Nederlandse provincie Gelderland. De molen is een ronde bakstenen, deels witgepleisterde korenmolen van het type beltmolen. De molen wordt nog gebruikt voor het malen van graan voor veevoer. Er zijn plannen om ook weer meel voor menselijke consumptie te gaan malen.

## Specificaties
De molen heeft 2 koppel maalstenen, die bestaan uit kunststeen. Er is een koppel maalstenen met een doorsnede van 150 centimeter en een koppel van 140 centimeter. De kunstmaalstenen met een speciale, harde laag aan de maalzijde zijn maalvaardig, en worden gebruikt al naargelang de behoefte. De kunststeen scherpt zich deels zelf doordat de groeven (uitslag) van een iets zachter materiaal gemaakt zijn dan de kerven. Een van de koppels is geschikt voor het malen van veevoer, het andere is geschikt voor het malen van consumptiemeel.
De wiekenvorm is Oudhollands. De vlucht is 23,80 meter.
De houten, rietgedekte kap van de molen is voorzien van een zogenaamd Engels kruiwerk, dat bediend wordt met een kruilier. De molen wordt gevangen (stilgezet) met een Vlaamse vang die bediend wordt met een wipstok. De vangbalk heeft een haak. Voor het opluien (ophijsen) van het maalgoed wordt een sleepluiwerk gebruikt. Opvallend is dat het bovenwiel zo'n vijftig jaar ouder is dan de molen zelf. De herkomst van het bovenwiel is onbekend.
De bovenas is van gietijzer. De as wordt gesmeerd met reuzel. De kammen (tanden) op de wielen en de rondselstaven worden tweemaal per jaar met bijenwas behandeld.
De molen is gerestaureerd in 1977 en 1993.

## Overbrengingen
- De overbrengingsverhouding is 1 : 5,38.
- Het bovenwiel heeft 55 kammen en het bovenrondsel heeft 27 staven. De koningsspil draait hierdoor 2,04 keer sneller dan de bovenas. De steek, de afstand tussen de staven, is 14 cm.
- Het spoorwiel heeft 66 kammen en het steenrondsel 25 staven. Het steenrondsel draait hierdoor 2,64 keer sneller dan de koningsspil en 5,38 keer sneller dan de bovenas. De steek is 10,8 cm.

## Eigenaren
- 1848 - 1864: Van Aken
- 1864 - 1871: Erfgenamen Van Aken
- 1871 - 1904: Jan Dirk van Wijk
- 1904 - 1928: E. Kieviet - weduwe R. van Toor
- 1928 - 2018: gemeente Geldermalsen. Deze is per 1 januari 2019 opgegaan in de gemeente West Betuwe.

## Foto's

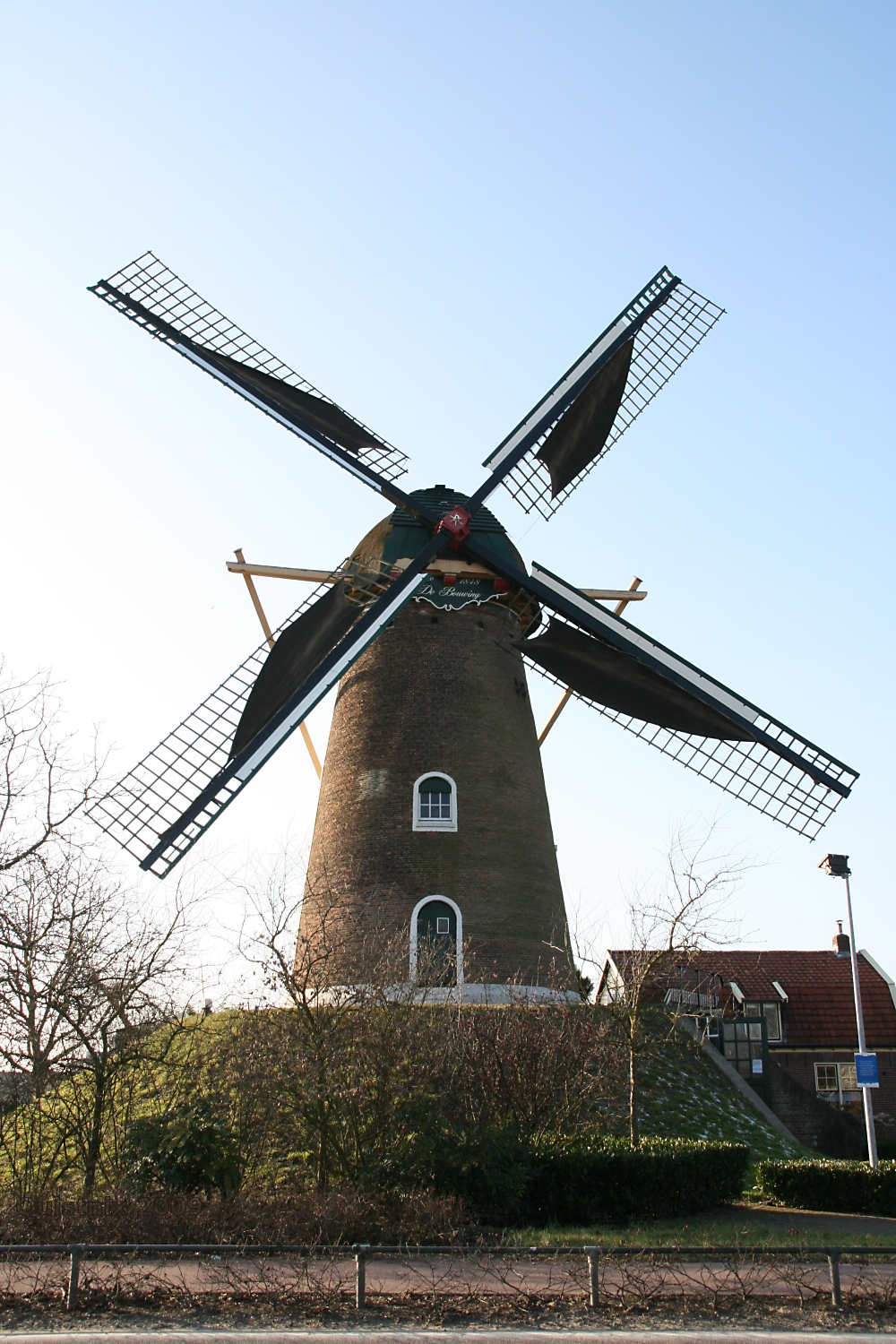
De Bouwing met vier halve zeilen
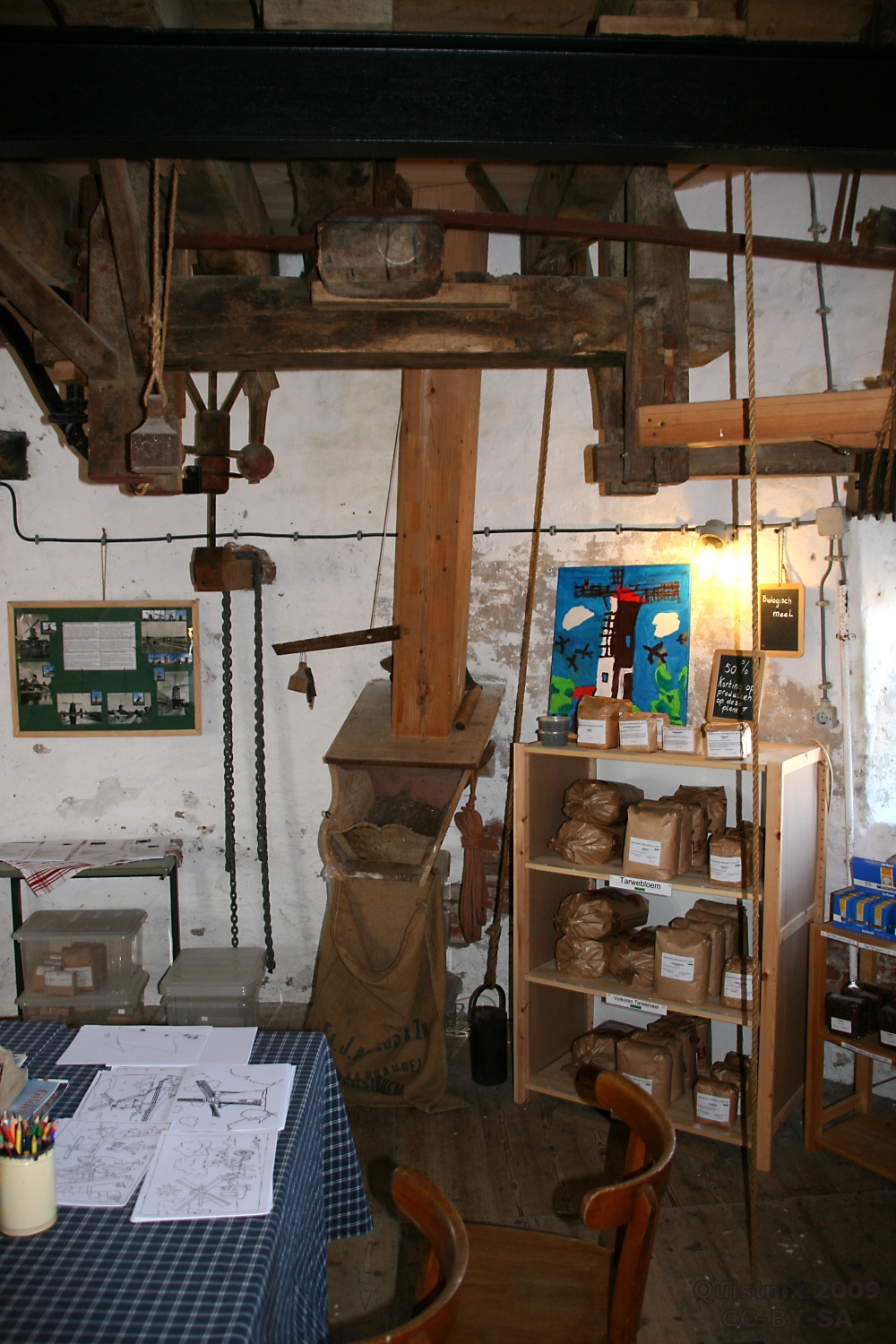
De molenwinkel
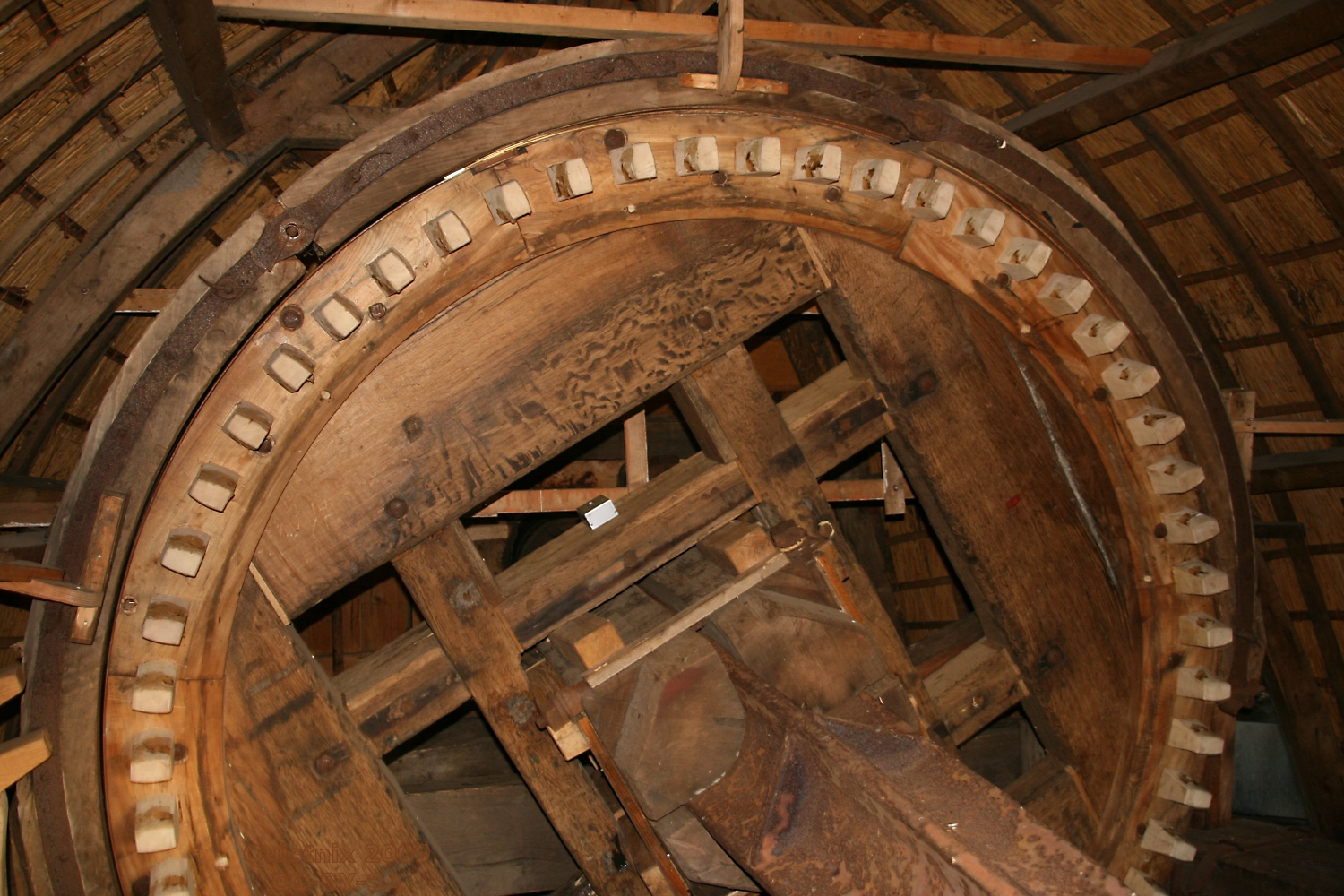
Het bovenwiel